# Atletica leggera ai XVIII Giochi del Mediterraneo - Salto con l'asta femminile
La gara di salto con l'asta femminile si è tenuta il 28 giugno 2018 allo Estadio de Atletismo de Campclar di Tarragona ed ha visto la partecipazione di tredici atlete.

## Classifica finale
| Posizione | Atleta                 | Nazione    | 3,71 | 3,91 | 4,01 | 4,11 | 4,21 | 4,31 | 4,36 | 4,41 | 4,46 | 4,51 | 4,56 | Misura | Note |
| --------- | ---------------------- | ---------- | ---- | ---- | ---- | ---- | ---- | ---- | ---- | ---- | ---- | ---- | ---- | ------ | ---- |
| Oro       | Ninon Guillon-Romarin  | Francia    | –    | –    | –    | –    | –    | –    | xo   | –    | xo   | –    | xxx  | 4,46   |      |
| Argento   | Tina Šutej             | Slovenia   | –    | –    | –    | o    | xxo  | o    | o    | xo   | xx–  | x    | N.D. | 4,41   |      |
| Bronzo    | Nikoléta Kiriakopoúlou | Grecia     | –    | –    | –    | –    | –    | o    | –    | xx–  | x    | N.D. | N.D. | 4,31   |      |
| 4         | Mónica Clemente        | Spagna     | –    | o    | –    | o    | o    | xxx  | N.D. | N.D. | N.D. | N.D. | N.D. | 4,21   |      |
| 5         | Buse Arıkazan          | Turchia    | –    | –    | xo   | –    | xxo  | –    | xxx  | N.D. | N.D. | N.D. | N.D. | 4,21   |      |
| 6         | Dorra Mahfoudhi        | Tunisia    | o    | o    | o    | o    | xxx  | N.D. | N.D. | N.D. | N.D. | N.D. | N.D. | 4,11   |      |
| 7         | Marta Onofre           | Portogallo | –    | –    | –    | xo   | xxx  | N.D. | N.D. | N.D. | N.D. | N.D. | N.D. | 4,11   |      |
| 8         | Maria Leonor Tavares   | Portogallo | –    | –    | o    | xo   | xxx  | N.D. | N.D. | N.D. | N.D. | N.D. | N.D. | 4,11   |      |
| 9         | Demet Parlak           | Turchia    | –    | –    | o    | –    | xxx  | N.D. | N.D. | N.D. | N.D. | N.D. | N.D. | 4,01   |      |
| 10        | Maialen Axpe           | Spagna     | –    | xo   | o    | xxx  | N.D. | N.D. | N.D. | N.D. | N.D. | N.D. | N.D. | 4,01   |      |
| 11        | Maria Aristotelous     | Cipro      | o    | o    | xxo  | xx–  | N.D. | N.D. | N.D. | N.D. | N.D. | N.D. | N.D. | 4,01   |      |
| 12        | Dina Eltabaa           | Egitto     | xo   | xxo  | xxx  | N.D. | N.D. | N.D. | N.D. | N.D. | N.D. | N.D. | N.D. | 3,91   |      |
| -         | Marion Lotout          | Francia    | –    | –    | –    | –    | xxx  | N.D. | N.D. | N.D. | N.D. | N.D. | N.D. | nm     |      |